# Dresdner Bildungsgipfel
Der Dresdner Bildungsgipfel (auch: Qualifizierungsgipfel) war eine bildungspolitische Veranstaltung von Bund und Ländern, die auf Initiative der damaligen Bundeskanzlerin Angela Merkel und damaligen Bundesbildungsministerin Annette Schavan am 22. Oktober 2008 in Dresden stattfand.
Merkel gab auf dieser Veranstaltung das Ziel einer Erhöhung der gesamtstaatlichen Aufwendungen für Bildung und Forschung von damals 8,6 % des deutschen Bruttoinlandsproduktes auf eine Zielmarke von 10 % bis zum Jahr 2015 bekannt. Die Vertreter von Bund und Ländern beschlossen darüber hinaus verschiedene Leitsätze, Ziele und Maßnahmen. Diese Beschlüsse wurden in einer so genannten „Qualifizierungsinitiative für Deutschland“ festgehalten.
Eine Reihe von auf dem Gipfel ausgegebenen Zielen wurde nicht erreicht. Das Zehn-Prozent-Ziel wurde erstmals annähernd im Jahr 2020 erreicht – allerdings lag dies auch daran, dass im Zuge der COVID-19-Pandemie das BIP insgesamt gesunken war.

## Qualifizierungsinitiative für Deutschland

### Leitsätze
Folgende zehn Leitsätze wurden der Qualifizierungsinitiative vorangestellt:
1. Aufstieg durch Bildung
2. Bessere Bildung von Anfang an
3. Sprache als Schlüssel zur Bildung
4. MINT-Fächer stärken
5. Mehr Ausbildungschancen für Schülerinnen und Schüler
6. Berufliche Bildung und Qualifizierung stärken
7. Akademische Bildung für die Innovationskraft Deutschlands sichern
8. Lebenslanges Lernen
9. Unternehmerische Verantwortung für die Ausbildung und Weiterqualifizierung der Fachkräfte
10. Bildung, Ausbildung und Qualifizierung in der bundesstaatlichen Ordnung

### Ziele und Maßnahmen
Die Ziele und Maßnahmen der auf dem Bildungsgipfel vereinbarten Qualifizierungsinitiative beziehen sich auf die „Schnittstelle von frühkindlicher Bildung, Schule, Ausbildung und Hochschule“. Sie werden im Folgenden aufgeführt (allerdings nur in Auszügen):

#### Frühkindliche Bildung
Im Bereich der frühkindlichen Bildung sollte das Betreuungsangebot für unter Dreijährige ausgebaut werden. Das Ziel war ein Betreuungsangebot für 35 % der unter Dreijährigen. Hierfür sollten zusätzliche 80.000 Erzieher und Tagespflegepersonen ausgebildet werden. Eine Umsetzung der verschiedenen Maßnahmen zur Qualifizierung und Weiterbildung der Erzieher in einem „Aktionsprogramm Kindertagespflege“ wurde geplant. Berufsrückkehrer, Männer und Menschen mit Migrationshintergrund sollten gezielt für pädagogische Berufe gewonnen werden.
Ein Schwerpunkt der frühkindlichen Bildung wurde auf die Sprachförderung gelegt. Diese sollte durch verbindliche Sprachstandsbeobachtungen- bzw. -feststellungsverfahren und eine intensive Sprachförderung verstärkt werden. Flankiert werden sollte die Sprachförderung durch eine Elternarbeit, die Bildungseinrichtungen mit Elternhaus und Jugendhilfe verzahnt. Beispielsweise wurde vorgesehen, die Sprachförderung der Kinder mit Integrationskursen für die Eltern zu kombinieren.
Eine Frühförderung sollte bis zum Schuleintritt angeboten und das Projekt Haus der kleinen Forscher sollte ausgebaut werden.

#### Schule
Die Zahl der Schulabbrecher sollte im Bundesdurchschnitt bis 2015 von 8 % auf 4 % halbiert und die Zahl der Jugendlichen ohne Berufsausbildung von 17 % auf 8,5 % reduziert werden. Ein übergeordnetes Ziel bestand in einem durchlässigeren Bildungssystem und in individuellem Schulerfolg, der in stärkerem Maße von sozialer Herkunft und Migrationshintergrund unabhängig ist.
Zur Verbesserung der Bildungsqualität sollten bis zum Schuljahr 2010/2011 gemeinsame Bildungsstandards der Länder für die Abiturprüfungen in den Fächern Deutsch, Mathematik und Fremdsprachen vorliegen, bis zum Jahr 2013 auch für die naturwissenschaftlichen Fächer. Sichergestellt werden sollte die Qualitätsentwicklung durch eine gemeinsame Bildungsberichterstattung der Länder, Teilnahme an internationalen Vergleichsstudien u. a. Trotz der dargestellten Kooperation der Länder bekannte sich die Qualifizierungsinitiative klar zum etablierten Bildungsföderalismus.
Der Bund beabsichtigte, hilfebedürftigen Kindern bis einschließlich der 10. Klasse zu jedem Schuljahresbeginn einen Betrag von 100 € zukommen lassen. Die Länder forderten eine Neubemessung der Regelleistungen für Kinder (SGB II, SGB XII) und die Unterstützung des Bundes beim Ausbau der Jugendsozialarbeit an Schulen. Durch Integrationsmaßnahmen im Elementarbereich sollte der Anteil der Förderschüler gesenkt werden. Maßnahmen zur Alphabetisierung sollten vorangetrieben werden.
Ein weiteres Ziel war die Erhöhung der Qualität des Unterrichts in den MINT-Fächern.

#### Ausbildung und Weiterbildung
In Kooperation mit der Wirtschaft sollte die Ausbildungskultur des dualen Ausbildungssystems gestärkt werden. Eine gemeinsam von Bund und Ländern initiierte Kampagne „Abschluss und Anschluss“ zielte auf eine Verbesserung des Übergangs in die Berufsausbildung ab.
Eine modulare Nachqualifizierung von Personen ohne (vollständig) abgeschlossene Berufsausbildung sollte ermöglicht werden. Im Bereich der Weiterbildung sollte die Quote auf 50 % der Erwerbsbevölkerung gesteigert werden. Das Programm Bildungsprämie wurde vom Bund eingeführt.

#### Hochschule
Im Hochschulbereich sollte die Studienanfängerquote bundesweit auf durchschnittlich 40 % eines Jahrgangs gesteigert und die Anerkennung von Abschlüssen an ausländischen Universitäten erleichtert werden. Ein Anreizsystem sollte geschaffen werden, um mehr Studenten und vor allem Studentinnen für die Fächer Mathematik, Informatik, Natur- und Technikwissenschaften zu begeistern. Es wurde anvisiert, dass beruflich qualifizierte Studienanfänger ohne schulische Hochschulzugangsberechtigung einen höheren Anteil in der Studierendenschaft ausmachen. Geplant war zudem ein Ausbau des Aufstiegsfortbildungsförderungsgesetzes.
Die Exzellenzinitiative und der Pakt für Forschung und Innovation sollten fortgeführt und weiterentwickelt werden. Ein Ausbau des Stipendienwesens sollte geprüft werden. Es wurde beabsichtigt, die Zentralstelle für die Vergabe von Studienplätzen umzustrukturieren und auszubauen.
Der Sicherung kleinerer Fächer an Hochschulen, v. a. in den Geistes- und Kulturwissenschaften, komme eine „besondere Bedeutung zu, die länderübergreifende Abstimmung erfordert“.

#### Finanzierung
Das von Merkel ausgegebene Ziel, dass bis zum Jahr 2015 der Anteil der Aufwendungen für Bildung und Forschung gesamtstaatlich eine Erhöhung auf 10 % des Bruttoinlandsprodukts erfahren solle, wurde in der Qualifizierungsinitiative ebenfalls festgehalten. Eine Strategiegruppe sollte Vorschläge zur Erreichung des Ziels ausarbeiten, zu dessen Erreichen sich Bund und Länder gemeinsam verpflichteten. Der Bund sagte zu, die Ausgaben für Ausbildungs- und Begabtenförderung, den Ausbau der Studienplätze an deutschen Hochschulen sowie die Weiterbildung zu erhöhen. Die Länder sagten zu, die Einsparungen aufgrund sinkender Schülerzahlen zur Verbesserung der Bildungsqualität zu verwenden. Uneinigkeit herrschte zwischen Bund und Ländern, ob und auf welche Weise der Bund die Länder bei der Finanzierung der Bildungsausgaben zukünftig unterstützt.

## Bilanz
Im Auftrag des Deutschen Gewerkschaftsbundes überprüfte der Essener Erziehungswissenschaftler und Bildungsforscher Klaus Klemm ab 2010 über mehrere Jahre die Zielumsetzung des Dresdner Bildungsgipfels. In seiner „Bildungsgipfel-Bilanz 2014“ kam er zu einem gemischten Fazit: Die Halbierung der Quote junger Menschen ohne Schul- bzw. Berufsabschluss sei nicht absehbar; beim Krippenausbau sei die anvisierte Zielmarke ebenfalls nicht erreicht worden. Bei der höheren Weiterbildungsquote sowie Anhebung der Quote der Studienanfänger seien dagegen die Ziele knapp erreicht bzw. sogar übertroffen worden. Hierbei falle allerdings ein hohes Maß an sozialer Chancenungleichheit auf. Das anvisierte Zehn-Prozent-Ziel der Bildungsfinanzierung wurde über viele Jahre nicht erreicht: Im Jahr 2012 lag die Quote bei 9 % des Bruttoinlandsproduktes, im Zieljahr 2015 bei 9,1 %.
Aufgrund einer Kleinen Anfrage an die Bundesregierung durch die Abgeordneten Özcan Mutlu, Kai Gehring, Beate Walter-Rosenheimer, weiterer Abgeordneter und der Fraktion Bündnis 90/Die Grünen nahm die Bundesregierung mit Schreiben vom 12. März 2015 zur Umsetzung der Ziele des Dresdner Bildungsgipfels Stellung.
Nach rückwirkenden Berechnungen des Statistischen Bundesamtes aus dem Jahr 2022 wurde das auf dem Bildungsgipfel ausgegebene Zehn-Prozent-Ziel im Jahr 2020 annähernd erreicht: 9,9 % des BIP entfiel im Jahr 2020 auf Bildung und Forschung. Zu diesem prozentualen Anstieg habe hierbei allerdings auch beigetragen, dass das BIP im Zuge der COVID-19-Pandemie insgesamt gesunken sei. Denn durch ein Sinken des Grundwerts (hier: BIP) steigt der Prozentsatz (hier: 9,9 %) des Prozentwertes (hier: die gesamtstaatlichen Ausgaben für Bildung und Forschung).

### Beschluss des Bildungsgipfels
- Beschluss des Dresdner Bildungsgipfels: „Aufstieg durch Bildung - Die Qualifizierungsinitiative für Deutschland“ (Deutscher Bundestag)

### Auf dem Bildungsgipfel beschlossene Initiativen
- Aktionsprogramm Kindertagespflege. „Festanstellung in Kindertagespflege“. Erfahrungsaustausch. Dokumentation (Bundesministerium für Familie, Senioren, Frauen und Jugend)
- Initiative „Abschluss und Anschluss – Bildungsketten bis zum Ausbildungsabschluss“ (Bundesministerium für Bildung und Forschung)
- Programm „Bildungsprämie“ (Bundesministerium für Bildung und Forschung)